# Данута Балицька
Данута Балицька (пол. Danuta Balicka-Satanowska; 6 жовтня 1932, Калуш — 12 березня 2020) — польська акторка театру, кіно і телебачення.

## Біографія
Данута Балицька народилася 6 жовтня 1932 року в Калуші (нині Івано-Франківської області). 
Дебютувала у театрі в 1952, акторський іспит здала екстерном у 1954 році. Акторка театрів у Щецині, Гнезне, Бидгощі, Познані, Кракові та Вроцлаві. Виступає в спектаклях «театру телебачення» з 1964 року.

## Вибрана фільмографія
- 1964 — Пізно пополудні / Późne popołudnie
- 1978 — Без наркозу / Bez znieczulenia
- 1981 — Самотня жінка / Kobieta samotna
- 1986 — Гон / Rykowisko
- 1986 — Відстрочка / W zawieszeniu
- 1987 — Будинок Сари / Dom Sary
- 2000 — Без жалості / Nie ma zmiłuj

## Визнання
- 2002 — Золотий Хрест Заслуги.
- 2005 — Срібна медаль «За заслуги в культури Gloria Artis».